# 21 tháng 8
Ngày 21 tháng 8 là ngày thứ 233 (234 trong năm nhuận) trong lịch Gregory. Còn 132 ngày trong năm.

## Sự kiện
- 1192 – Minamoto no Yoritomo trở thành Chinh Di đại tướng quân, khởi đầu chính quyền Mạc phủ- thế lực cai trị Nhật Bản trên thực tế cho đến năm 1867.
- 1810 – Thống chế Pháp Jean-Baptiste Bernadotte được lựa chọn làm thái tử mới của Thụy Điển.
- 1821 – Các thủy thủ trên tàu Eliza Francis của Anh Quốc trở thành những người Châu Âu đầu tiên trông thấy đảo Jarvis.
- 1911 – Một nhân viên người Ý của Bảo tàng Louvre đã trộm bức họa Mona Lisa, bức tranh được trao trả về Louvre vào hai năm sau.
- 1959 – Tổng thống Dwight D. Eisenhower ký một lệnh hành chính tuyên bố Hawaii trở thành tiểu bang thứ 50 của Hoa Kỳ.

## Sinh
- 1986 – Stephan Schröck, cầu thủ bóng đá người Philippines-Đức
- 1988 – Robert Lewandowski, cầu thủ bóng đá người Ba Lan
- 1994 – Đỗ Hoàng Anh, á hậu Việt Nam
- 1986 – Usain Bolt, vận động viên chạy nước rút người Jamaica

## Mất
- 1973 - Hoàng Nguyên, nhạc sĩ người Việt Nam
- 1993 - Trần Hữu Dực, chính khách Việt Nam (s. 1910)